# Edilemma foraminifera
Genre
Espèce
Edilemma foraminifera, unique représentant du genre Edilemma, est une espèce d'araignées aranéomorphes de la famille des Salticidae.

## Distribution
Cette espèce est endémique du Tocantins au Brésil,. Elle se rencontre à Porto Nacional.

## Description
Le mâle holotype mesure 4,15 mm et la femelle paratype 5,00 mm.

## Publication originale
- Ruiz & Brescovit, 2006 : Edilemma, a new genus of jumping spider from Tocantins, Brazil (Araneae, Salticidae). Revista Brasileira de Zoologia, vol. 23, no 2, p. 364-366 (texte intégral).